# Na Di (huyện)
Na Di (tiếng Thái: นาดี) là một huyện (Amphoe)  của tỉnh Prachinburi, phía đông Thái Lan.

## Địa lý
Các huyện giáp ranh (từ phía nam theo chiều kim đồng hồ) là: Kabin Buri, Prachantakham của tỉnh Prachinburi, Wang Nam Khiao, Khon Buri của tỉnh Prachinburi và Mueang Sa Kaeo của Sa Kaeo Province.

## Lịch sử
Ban đầu, khu vực này thuộc huyện Kabin Buri. Sau đó, một tiểu huyện (King Amphoe) Na Di được thành lập ngày 15 tháng 7 năm 1974 thông qua việc tách Tambon Na Di, Sam Phanta, Saphan Hin và Thung Pho. Đơn vị này đã được nâng cấp thành huyện vào ngày 13 tháng 7 năm 1981.

## Hành chính
Huyện này được chia thành 6 phó huyện (tambon), các đơn vị này lại được chia ra thành 
63 làng (muban). Na Di là một thị trấn (thesaban tambon) nằm trên một phần của tambon Na Di and Samphan Ta. Có 6 Tổ chức hành chính tambon.
| STT. | Tên          | Tên Thái | Số làng | Dân số |  |
| ---- | ------------ | -------- | ------- | ------ |  |
| 1.   | Na Di        | นาดี      | 15      | 11.186 |  |
| 2.   | Samphan Ta   | สำพันตา   | 9       | 8.384  |  |
| 3.   | Saphan Hin   | สะพานหิน  | 10      | 3.289  |  |
| 4.   | Thung Pho    | ทุ่งโพธิ์    | 7       | 6.703  |  |
| 5.   | Kaeng Din So | แก่งดินสอ  | 12      | 10.150 |  |
| 6.   | Bu Phram     | บุพราหมณ์  | 10      | 8.527  |  |